# Eugenia caudata
Eugenia caudata là một loài thực vật thuộc họ Myrtaceae.
Nó là loài đặc hữu của Malaysia.
Nó bị đe dọa do mất môi trường sống.